# An American Tail: Fievel Goes West (videogioco 1994)
An American Tail: Fievel Goes West è un videogioco per Super Nintendo del 1994, basato sul film di animazione Fievel conquista il West (An American Tail: Fievel Goes West) del 1991.
Era stata programmata anche una versione per NES, ma non è mai uscita. Esiste anche un Fievel Goes West per MS-DOS, sviluppato da Capstone Software e pubblicato nel 1993, ma di differente genere: si tratta di una avventura grafica.

## Modalità di gioco
Il gioco è a scorrimento con visione laterale della scena.
Il giocatore comanda Fievel e deve combattere o evitare i gatti e altri ostacoli. Il personaggio possiede un fucile giocattolo a schioppo.